# Neúplatní
Neúplatní (v anglickém originále The Untouchables) je americký kriminální film z roku 1987. Režisérem filmu je Brian De Palma. Hlavní role ve filmu ztvárnili Kevin Costner, Sean Connery, Charles Martin Smith, Andy García a Robert De Niro.

## Ocenění
Sean Connery získal za roli v tomto filmu Oscara a Zlatý glóbus a byl nominován i na cenu BAFTA. Cenu BAFTA získal Ennio Morricone za hudbu k tomuto filmu. Film byl dále nominován na 3 Oscary (kategorie nejlepší výprava, kostýmy a hudba), Zlatý glóbus (nejlepší hudba) a dvě ceny BAFTA (nejlepší kostýmy a výprava).

## Obsazení
| Kevin Costner        | Eliot Ness     |
| Sean Connery         | Jimmy Malone   |
| Charles Martin Smith | Oscar Wallace  |
| Andy García          | George Stone   |
| Robert De Niro       | Al Capone      |
| Patricia Clarkson    | Catherine Ness |
| Billy Drago          | Frank Nitti    |
| Richard Bradford     | Mike Dorsett   |